# Hiroya Matsumoto (actor)
Hiroya Matsumoto (松本 寛也 Matsumoto Hiroya?) (Akita, Japón; 21 de junio de 1986) es un actor japonés. Es conocido por su actuación en las series Super Sentai; en el rol de Tsubasa Ozu el Mago Amarillo (Magi Yellow) en la serie Mahō Sentai Magiranger desde el 13 de febrero de 2005 al 12 de febrero de 2006 y posteriormente como Masato Jin el guerrero Beet Buster en Tokumei Sentai Go-Busters del 26 de febrero de 2012 al 10 de febrero de 2013. Actualmente se desempeña como Embajador de Buena Voluntad del Super Sentai desde el 2017.

## Filmografía

### Serie TV
- Mahō Sentai Magiranger (2005-2006): Magi Yellow/Tsubasa Ozu
- Chō Ninja Tai Inazuma! (2006): Senden/Kankichi
- Musical Air Gear (2007): Juliet
- Chō Ninja Tai Inazuma!! Spark (2007): Senden/Kankichi
- Biyou Shounen★Celebrity (2007): Rui
- Tokumei Sentai Go-Busters (2012-2013): Masato Jin/Beet Buster
- Shuriken Sentai Ninninger (2015): Magi Yellow/Tsubasa Ozu (episodio 38)
- Uchū Sentai Kyuranger (2017): Minato Hoshi (episodio 35)
- Mashin Sentai Kiramager (2020): Vendedor de helado (episodio 35)

### Película
- Mahou Sentai Magiranger the Movie: Bride of Infershia (2005): Magi Yellow/Tsubasa Ozu
- Mahou Sentai Magiranger VS Dekaranger (2006): Magi Yellow/Tsubasa Ozu
- Boys Love (2006): Chidori Furumura
- GoGo Sentai Boukenger vs. Super Sentai (2007): Magi Yellow/Tsubasa Ozu
- Tokumei Sentai Go-Busters the Movie: Protect the Tokyo Enetower! (2012): Masato Jin/Beet Buster
- Tokumei Sentai Go-Busters vs. Kaizoku Sentai Gokaiger: The Movie (2013): Masato Jin/Beet Buster
- Zyuden Sentai Kyoryuger vs. Go-Busters: The Great Dinosaur Battle! Farewell Our Eternal Friends (2014): Masato Jin/Beet Buster
- Lupinranger VS Patranger VS Kyuranger (2019): Minato Hoshi